# 日本一の芋煮会フェスティバル
日本一の芋煮会フェスティバルとは、毎年9月に山形市の馬見ヶ崎川河川敷を会場として開催されるイベントである。

## 調理
左岸（街側）の河川敷では、直径6mの「鍋太郎」と名付けられている山形鋳物のアルミ合金製大鍋に約3万食の山形風「牛肉しょうゆ味」芋煮が作られ、右岸（山側）では直径3mの大鍋で庄内風「豚肉みそ味」芋煮約5千食分が作られる。芋煮一杯300円以上の協賛金を支払い、協賛チケットと芋煮を交換する。自衛隊が主催する防災ゾーンでは、炊き出し車輌による五目飯の無料配布も行われる。
調理する際には、大鍋に対応して大型重機（バックホー）や専用大型調理器具を用いるなど大掛かりとなる。人の口に入る食べ物を作るため、大型重機は工事現場で使われたことがない新品に芋煮会専用のステンレス製バケットを使用し、油圧作動油や潤滑油にも食用油脂を用いており、衛生上問題が起きないよう配慮されている。ここで使われた大型重機は新古車として売り出されるが、日本一の芋煮会で使われた重機としてプレミアが付いたこともあったという。
このフェスティバルを以って山形県の芋煮シーズンは始まるが、従来の種芋苗を用いた東北地方でのサトイモ栽培では収穫時期が10月になるため、シーズン当初の商用の里芋は千葉県等の県外産や輸入物の里芋を用いている。ただし、少なくともこのフェスティバルで用いるサトイモは県内産でまかなおうと、9月に収穫できる品種の栽培も行われている。現在では、砂糖以外の食材はすべて県内産のものを使用している。

### 鍋太郎
芋煮会フェスティバルで使われる大鍋は一年中野外に置かれているので、芋煮会フェスティバル前に鍋を洗う作業が行われる。地元山形県では、「芋煮会フェスティバル用の芋煮鍋洗い」が季節の風物詩として地域のニュースになる。2017年で二代目である大鍋は老朽化のため引退し、2018年から直径6.5mの「3代目鍋太郎」がお披露目された。
|      | 使用期間                           | 直径  | 高さ  | 重量   | 製作費     | 費用負担                    |
| ---- | ---------------------------------- | ----- | ----- | ------ | ---------- | --------------------------- |
| 初代 | 第1回（1989年） - 第3回（1991年）  | 5.63m | 1.5m  | 約2.2t |            | ふるさと創生一億円事業      |
| 2代  | 第4回（1992年） - 第29回（2017年） | 6m    | 1.65m | 約3.3t | 約1600万円 |                             |
| 3代  | 第30回（2018年） -                 | 6.5m  | 1.65m | 約3.5t | 約4400万円 | GCF（ふるさと納税）＋協賛金 |

## 歴史
1989年（平成元年）に初開催。以降、毎年9月の第1日曜日に開催されてきたが、2014年（平成26年）からはサトイモの生育状況ならびに残暑の厳しさを考慮し敬老の日前日の日曜日（9月の第3月曜日の前日）に開催日が変更された。
20周年にあたる2008年（平成20年）のフェスティバルでは5万食が作られたとされ、来場者数は15万人にのぼった。2009年（平成21年）は主催者側の予想を上回る過去最高の20万人が訪れ、芋煮が足りなくなるトラブルが発生した。2010年（平成22年）は気温が34℃を超える猛暑の影響で人出がのびず、3万食分用意した山形風芋煮が2万食で販売打ち切りとなり、庄内風芋煮も用意した6500食分のうち販売出来たのは4000食に留まった。
30周年にあたる2018年（平成30年）のフェスティバルは上記の「3代目鍋太郎」で3万食の芋煮が調理された。合わせて「8時間以内で提供されるスープの数」のギネス挑戦が行われ4時間半で1万2695食が振る舞われギネス達成になった。しかし、それでも購入した整理券の人数に足りず急遽14時頃から500 - 700食分を追加調理したが、それでも全員分には足りずに整理券（協賛金）を購入して食べられなかった500 - 600人分を返金する事態が発生した。
2020年（令和2年）及び2021年（令和3年）は新型コロナウイルスの感染拡大に伴い中止。2020年は代替イベントとして予約した人にドライブスルー方式で芋煮セットを販売した。2022年（令和4年）、前売券の販売、蓋付きでの提供、キャッシュレス決済、飲食エリアの制限など新型コロナウイルス感染症対策を行いながら3年ぶりに開催した。2023年（令和5年）、4年ぶりに通常開催した。